# Юровка (Сумская область)
Юровка (укр. Юрівка) — село,
Юровский сельский совет,
Конотопский район,
Сумская область,
Украина.
Код КОАТУУ — 5922089601. Население по переписи 2001 года составляло 825 человек.
Является административным центром Юровского сельского совета, в который не входят другие населённые пункты.

## Географическое положение
Село Юровка находится в 2-х км от левого берега водохранилища Ромен (река Ромен).
На расстоянии в 1 км расположено село Пекари.
По селу протекает река Сухой Ромен с запрудами.
Рядом проходит автомобильная дорога Т-1907.

## История
- Село Юровка известно со второй половины XVII века, как слобода Юрьевка. Позднее было частью владений Разумовских, после разорения которых имение выкупили Тарнавские.

## Экономика
- Птице-товарная и свино-товарная фермы.
- ООО «Агро-Надия».

## Объекты социальной сферы
- Школа.
- Дом культуры.
- Фельдшерско-акушерский пункт.